# Thomas Buergenthal

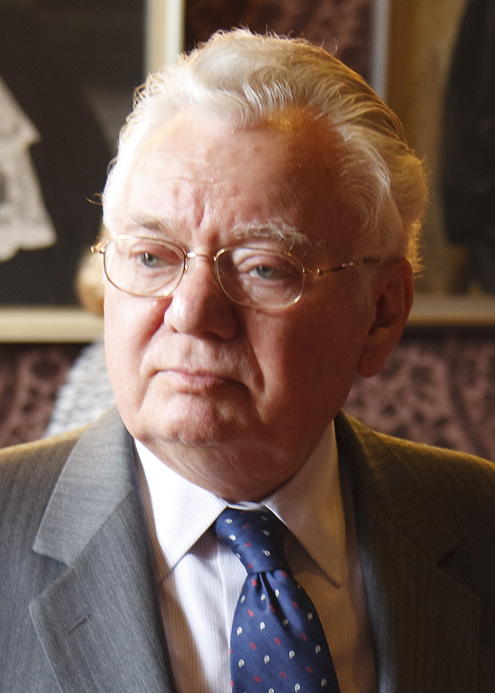
Thomas Buergenthal (2010)

Thomas Buergenthal (* 11. Mai 1934 in Ľubochňa, Tschechoslowakei; † 29. Mai 2023 in Miami, Florida) war ein US-amerikanischer Jurist. Der Experte für Völkerrecht und Menschenrechte lehrte u. a. als Professor an der University of Texas, der American University, der Emory University und der George Washington University. Von 1985 bis 1987 war er Richter am Interamerikanischen Gerichtshof für Menschenrechte, 1992–93 Mitglied der Wahrheitskommission für El Salvador, von 1995 bis 1999 Mitglied des UN-Menschenrechtsausschusses und von 2000 bis 2010 Richter am Internationalen Gerichtshof.

## Kindheit
Der Vater Mundek Buergenthal, geboren am 11. November 1901 in Galizien und dann polnischer Staatsbürger, hatte kurz vor der Machtübernahme Hitlers 1933 Berlin verlassen und im Haus des befreundeten Zeichners Erich Godal in Ľubochňa am Fuße der Großen Fatra in der mittelslowakischen Region Liptau (damals Tschechoslowakei) ein Hotel eröffnet. Seine zukünftige deutsche Ehefrau Gerda geb. Silbergleit aus Göttingen kam als Gast in das Hotel; die Ehe wurde noch 1933 geschlossen.
1938 floh die kleine Familie vor der antisemitischen Verfolgung durch die Hlinka-Garde ins 50 km entfernte Žilina. Versuche der inzwischen Staatenlosen, im Frühjahr 1939 die Grenze nach Polen zu passieren, scheiterten. Erst kurz darauf eintreffende deutsche Besatzungstruppen erzwangen die Einreise nach Polen. Für den 1. September 1939 lagen schließlich Visa für Großbritannien vor. Infolge des deutschen Überfalls auf Polen wichen Thomas und seine Eltern ostwärts nach Kielce aus. 1941 wurden sie in das jüdische Ghetto Kielce eingewiesen.
Im August 1944 wurden sie in das KZ Auschwitz-Birkenau deportiert. Glücklicherweise fand bei Ankunft keine Selektion statt. Thomas Buergenthal wurde von seiner Mutter getrennt, die er erst im Dezember 1946 in Göttingen wiedersehen sollte. Sie befand sich ab Herbst 1944 im KZ Ravensbrück und überlebte den Todesmarsch ins Außenlager Malchow. Der Vater Mundek starb am 15. Januar 1945 im KZ Buchenwald.
Mit der Räumung von Auschwitz im Januar 1945 wurde der zehnjährige Thomas ins KZ Sachsenhausen verschleppt. Mit Erfrierungen der Zehen ins Krankenrevier aufgenommen, überlebte er unter anderem durch die tätige Hilfe des Mithäftlings Odd Nansen. Nach der Befreiung folgte er einer polnischen Armeeeinheit nach Polen und lebte zunächst in einem jüdischen Waisenhaus in Otwock. Über den Suchdienst der Jewish Agency konnten Mutter und Sohn anderthalb Jahre später wieder vereint werden. Nach der Schulzeit in Göttingen wanderte Thomas Buergenthal im Dezember 1951 in die USA aus.

## Studium und berufliche Laufbahn
Buergenthal studierte am Bethany College in West Virginia (Abschluss 1957) und absolvierte danach von 1957 bis 1960 das Jurastudium an der New York University School of Law, das er mit dem Titel Juris Doctor (J.D.) abschloss. Er erwarb sodann in einem Aufbaustudium im Völkerrecht an der Harvard Law School den Titel eines Master of Laws (LL.M.; Abschluss 1961) und promovierte 1968 mit einer Arbeit über die Rechtssetzung der Internationalen Zivilluftfahrtorganisation (ICAO) zum Doctor of Juridical Science (S.J.D.).
Er war von 1962 bis 2000 an verschiedenen amerikanischen Universitäten Professor:
- 1962–1975 Professor of Law an der State University of New York at Buffalo
- 1975–1980 Fulbright and Jaworski Professor of International Law an der University of Texas
- 1980–1985 Dekan und Professor of International Law an der American University in Washington, D.C.
- 1985–1989 I. T. Cohen Professor für Menschenrechte an der Emory University und Direktor des Human Rights Program am Carter Center
- 1989–2000 Lobingier Professor für Rechtsvergleichung und Rechtsprechung und Direktor des International Rule of Law Center an der George Washington University

Daneben war Buergenthal Richter an verschiedenen internationalen Gerichten und beschäftigte sich dabei insbesondere mit Fällen von Menschenrechtsverletzungen. In den 1970er Jahren gehörte er einer kleinen Gruppe US-amerikanischer Juristen an, die sich auf internationales Recht spezialisiert hatten. Ihr Ziel war es, der Thematik der Menschenrechte auch über die USA hinaus zu größerer Bedeutung zu verhelfen. Buergenthal wirkte in diesem Sinne an der Gründung des Interamerikanischen Gerichtshofs für Menschenrechte mit und wurde im Jahre 1979 zu dessen Richter ernannt.
Von der UNO wurde er im Jahr 1992 als Mitglied in die Wahrheitskommission für El Salvador berufen. Ab dem 2. März 2000 war er Richter am Internationalen Gerichtshof (IGH) in Den Haag. Mit Wirkung zum 6. September 2010 legte er sein Richteramt nieder und beendete damit seine bis zum 5. Februar 2015 dauernde Amtszeit vorzeitig, um an die George Washington University zurückzukehren. Zu seiner Nachfolgerin am IGH wurde Joan E. Donoghue gewählt.
Buergenthal unterstützte die Einrichtung der Internationalen Akademie Nürnberger Prinzipien und übernahm bei deren Gründung im Jahr 2014 den Vorsitz des Kuratoriums. Von 2016 bis zu seinem Tod war er dessen Ehrenpräsident.

## Ehrungen (Auswahl)
- Ehrendoktor der Juristischen Fakultät Heidelberg (Juli 1986) und der Juristischen Fakultät der Georg-August-Universität Göttingen (April 2007)
- Goler-T.-Butcher-Medaille (1997) und Manley-O.-Hudson-Medaille (2002) der Amerikanischen Gesellschaft für internationales Recht
- Gruber Justice Prize (2008)
- Elie Wiesel Award, ausgestellt vom United States Holocaust Memorial Museum (2015)
- Olympischer Orden (2015)
- Großes Bundesverdienstkreuz[7] (2017)
- Edith-Stein-Preis (2019)

In Göttingen wurde 2008 das Haus der Stadtbibliothek nach Buergenthal benannt. Im Rahmen eines Festaktes und in seiner Anwesenheit wurde die Namensgebung am 8. April 2008 vollzogen. 
Der Schriftsteller Daniel Kehlmann widmete ihm 2023 seinen Roman Lichtspiel.

## Ausgewählte Werke
Fachliteratur
- Law-Making in the International Civil Aviation Organization. 1969.
- mit L. B. Sohn: International Protection of Human Rights. 1973.
- mit S. Murphy: Public International Law. 4. Auflage. 2007.
- mit D. Shelton und D. Stewart: International Human Rights. 3. Auflage. 2002.
- mit D. Shelton: Protecting Human Rights in the Americas. 4. Auflage. 1995.

 Autobiografie
- Ein Glückskind. Wie ein kleiner Junge zwei Ghettos, Auschwitz und den Todesmarsch überlebte und ein zweites Leben fand. S. Fischer Verlag, Frankfurt am Main 2007, ISBN 978-3-10-009652-4. (Rezensionen von shoa.de Wilfried Weinke: Tag für Tag. In: Die Zeit. Nr. 13/2006, S. 45; Soraya Levin: Kindheit im Holocaust. rezensionen.ch, 14. Mai 2007)
- Ein Glückskind. Hörbuch, Interpret: Uwe Friedrichsen, mit einem Epilog von Thomas Buergenthal. Düsseldorf, Patmos, 2008, ISBN 978-3-491-91270-0.